# 1282 en santé et médecine
| Années de la santé et de la médecine : 1279 - 1280 - 1281 - 1282 - 1283 - 1284 - 1285    |
| Décennies de la santé et de la médecine : 1250 - 1260 - 1270 - 1280 - 1290 - 1300 - 1310 |

Cet article présente les faits marquants de l'année 1282 en santé et médecine.

## Événements

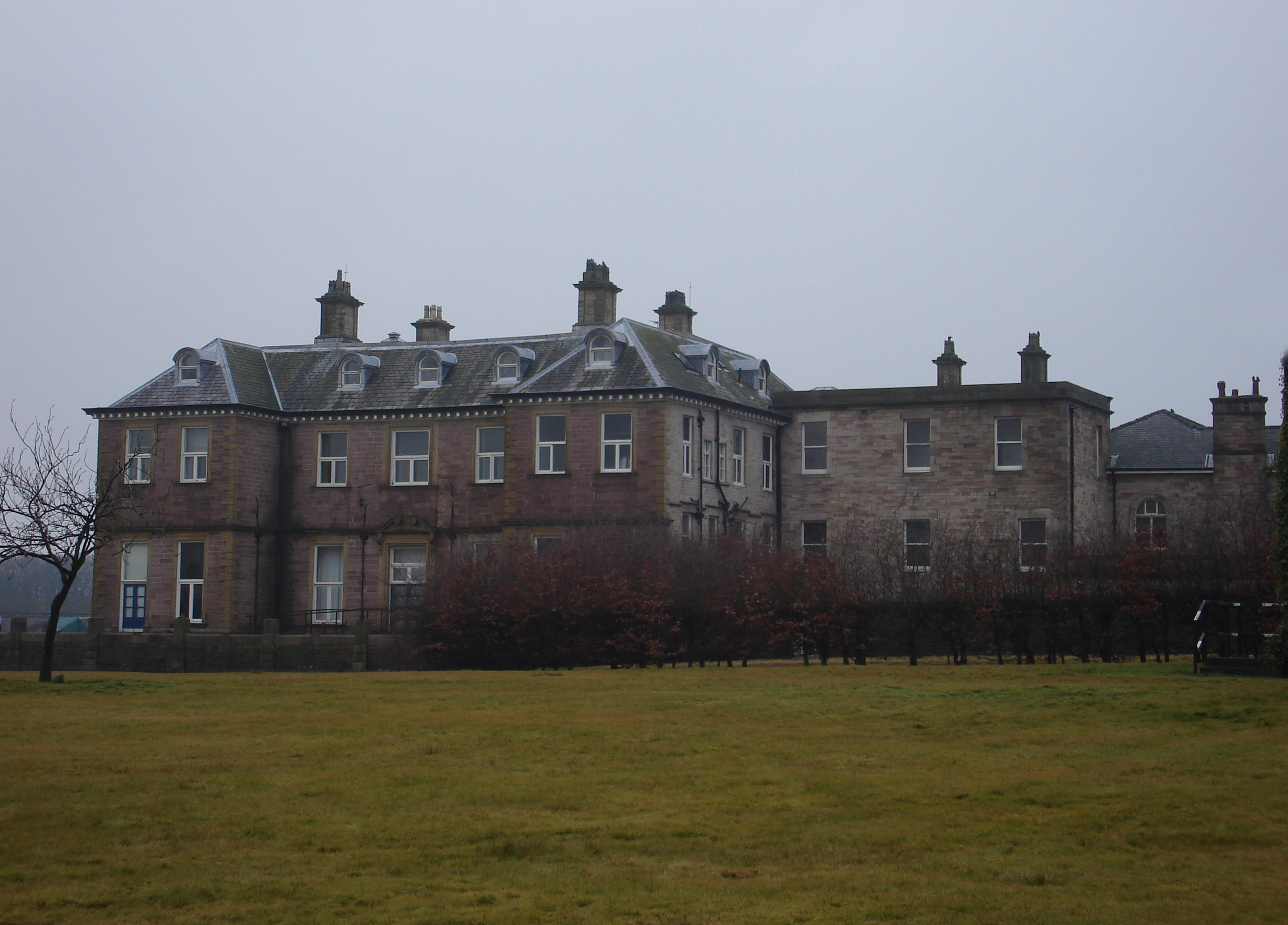
Wrightington Hospital

- Le sultan mamelouk Kélaoun fait construire à Jérusalem le ribat al-Mansuri (« hospice de Mansour[1] »).
- Fondation de l'hôpital de la Mercerie par Guillaume de Champvent, évêque de Lausanne[2].
- Othon IV, comte palatin de Bourgogne donne des terres sur la paroisse de Jougne à Jean Ier, seigneur d'Arlay, pour qu'il y fonde l'hôpital de passants qui donnera son nom à l'actuelle commune des Hôpitaux-Vieux[3],[4].
- Construction du manoir de Wrightington (en) (Wrightington Hall) qui, propriété privée pendant plusieurs siècles, sera transformé en sanatorium par le conseil du Lancashire en 1931, avant d'être reconverti en clinique chirurgicale orthopédique[5].
- Pierre Pansier ne relève à Avignon qu'un seul médecin juif, alors qu'il en comptera une quarantaine au XIVe siècle, sous la papauté[6].

## Publications
- Jacques Albensis achève la traduction latine, « faite à Marseille […] avec l'aide d'Abraham de Tortosa », du De plantis (« Traité des plantes ») du Pseudo-Galien, d'après le texte arabe de Hunayn[7].
- « En 1282, pendant son séjour à Barcelone, [Arnaud de Villeneuve (1235-1313)] traduit plusieurs traités de médecine de l'arabe en latin : le De viribus cordis d'Ibn Sina (Avicenne [980-1037]), le De rigore de Galien [129-216] et le De medicinibus simplicibus, œuvre pharmacologique d'Abu-Salt (en) [1068-1134][8] ».

## Personnalités
- Fl. Renaud, médecin, clerc, procureur du chapitre de Sainte-Madeleine de Besançon[9].
- Fl. Vital, médecin juif d'Avignon[9].
- Fl. Jean, barbier de Philippe le Bel[10].
- 1282-1318 : fl. Brunus de Rulilliaco, médecin de Jean Ier, dauphin de Viennois, et d'Amédée V, comte de Savoie[11].